# WeeBoom
WeeBoom es una serie de animación brasileña creada y dirigida por Jonas Brandão y producida por el estudio Split Studios y Ancine, el programa se emitió por primera vez por Boomerang el 5 de julio de 2019. La serie muestra la historia de una coneja llamada Wee, que viajaba en una montaña desconocida, pero accidentalmente atravesó un círculo verde, lo que hizo que los Bommies se esparcieran por todo el mundo, y con la ayuda de su compañero, Boom, viajaran por todo el mundo entero para capturar a los Boomies.

## Personajes
- Wee (voz de Jussara Marques): es una coneja verde aventurera de personalidad inteligente y valiente.
- Boom (voz de Italo Luiz): Es un monstruo amarillo, que puede volverse gigante, entre muchas cosas de sus poderes especiales.
- Boomies (voz de Pier Marchi): son criaturas mágicas que viven en el estómago de Boom, cuando escuchan música, ellos se vuelven locos y causan caos en toda la ciudad.

## Emisión
Actualmente, la caricatura se emite por toda América Latina.